# Macrodactylus submarginatus
Macrodactylus submarginatus är en skalbaggsart som beskrevs av Bates 1887. Macrodactylus submarginatus ingår i släktet Macrodactylus och familjen Melolonthidae. Inga underarter finns listade i Catalogue of Life.